# Walker Kessler

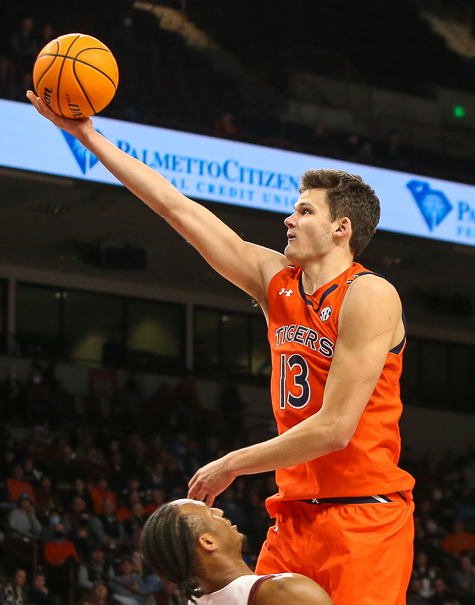
Walker Kessler, 2022.

Walker Ross Kessler, född 26 juli 2001 i Atlanta i Georgia, är en amerikansk professionell basketspelare (C) som spelar för Utah Jazz i National Basketball Association (NBA).
Han draftades av Memphis Grizzlies i första rundan i 2022 års draft som 22:a spelare totalt.
Innan Kessler blev proffs studerade han först på University of North Carolina at Chapel Hill och spelade för deras idrottsförening North Carolina Tar Heels. Kessler blev senare överförd till Auburn University för spel i Auburn Tigers.